# Don Dee
Donald Francis "Don" Dee (Booneville (Maryland) , 9 de agosto de 1943 — North Kansas City, 26 de novembro de 2014) foi um basquetebolista estadunidense que integrou a seleção estadunidense que conquistou a medalha de ouro nos XIX Jogos Olímpicos de Verão realizados em 1968 na Cidade do México.